# 亨廷頓 (內華達州)
亨廷頓（英語：Huntington）是位於美國內華達州埃爾科縣的鬼鎮。

## 歷史
亨廷頓的郵局於1873年設立，1904年關閉後又於1923年重啟，最終於1931年停運。

## 地理
亨廷頓所處的海拔為高於海平面1791米（即5876英呎），而該地所採用的時區為UTC-8，即太平洋时区（PST）。同時該地設有夏令時間，為UTC-8調快一小時，即UTC-7（PDT）。